# Limbung (Jebus)
Limbung is een bestuurslaag in het regentschap Bangka Barat van de provincie Bangka-Belitung, Indonesië. Limbung telt 715 inwoners (volkstelling 2010).